# Blepharita ducta
Blepharita ducta là một loài bướm đêm trong họ Noctuidae.